# Laguna di Buada
La laguna di Buada (in inglese Buada Lagoon) è un lago senza sbocco sul mare, leggermente salmastro, situato nello stato insulare di Nauru, in Oceania; si trova in una depressione nella parte sudoccidentale dell'isola, nel distretto di Buada. La sua dimensione è di circa 0,13 km²; la profondità media è di 24 metri, mentre la profondità massima è di 78 metri.
La laguna è classificata come bacino endoreico: non vi è alcun deflusso di corpi idrici verso altri, come oceani o fiumi. Essa si trova all'interno di una ristretta area di vegetazione, e vi si pratica la pesca.

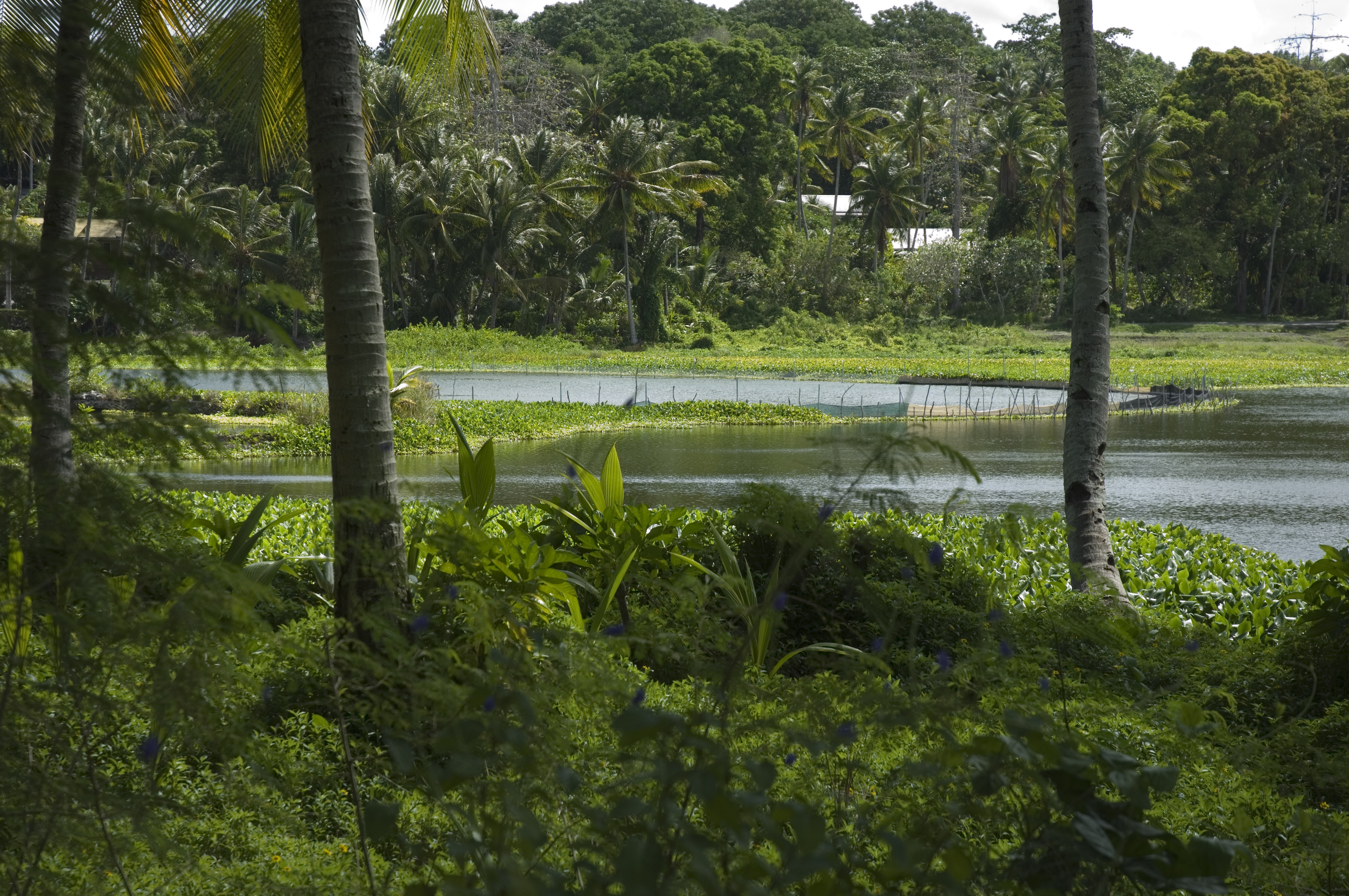
Laguna di Buada